# 마르쿠스 그뢴홀름

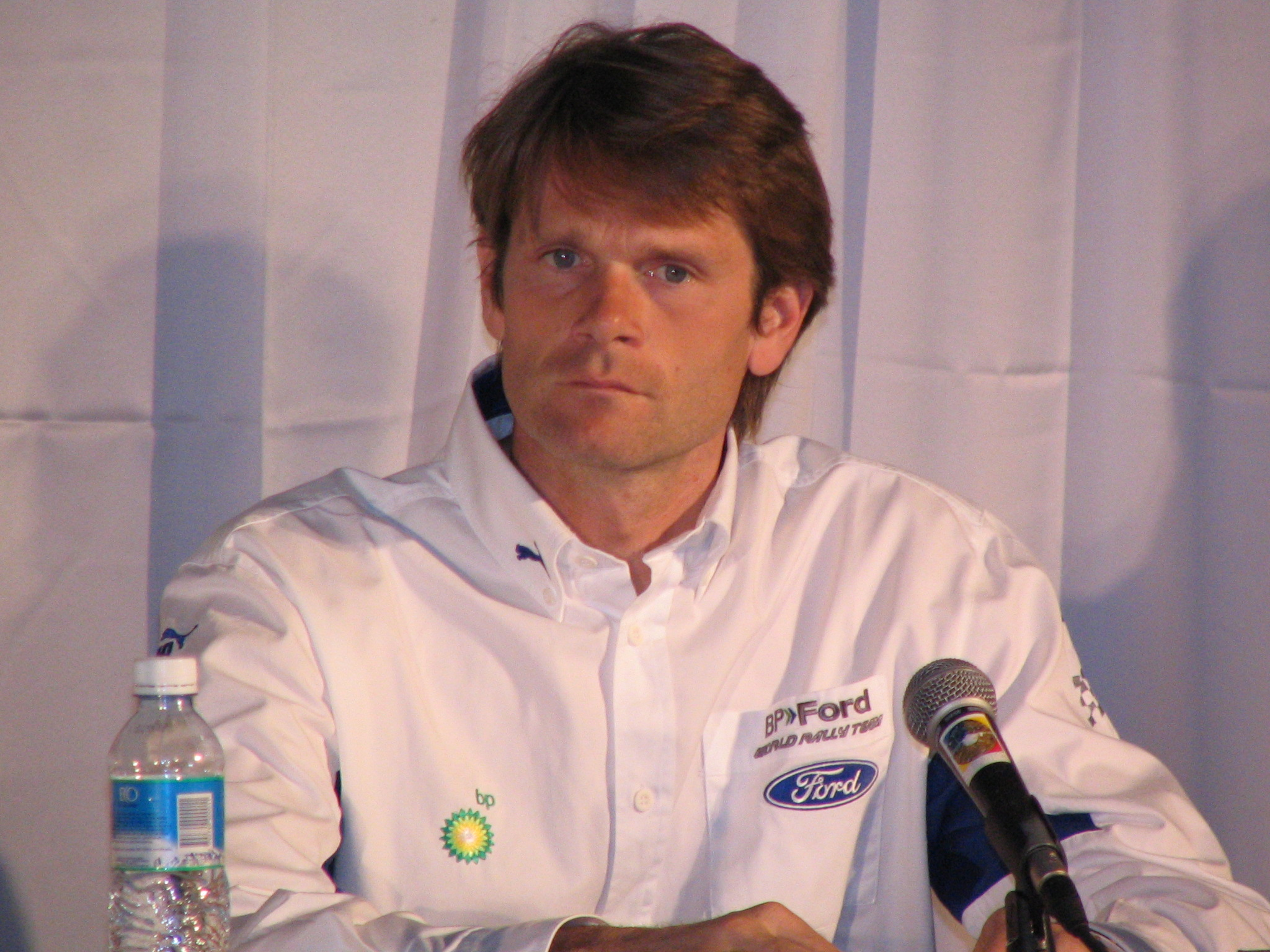
2006년의 마르쿠스 그뢴홀름

마르쿠스 그뢴홀름(Marcus Grönholm, 1968년 2월 5일 ~ )은 핀란드의 자동차 경주 선수이다. 도요타, 푸조, 포드 등이 팀을 거쳤다. 1989년에 활동을 시작하여 '1000 호수 랠리'가 있었다. 2007년 뉴질랜드에 마지막으로 승리를 거둔 뒤, 2009년에는 포르투갈 랠리까지 활동한 뒤 랠리를 그만뒀다.